# 布雷维利
布雷维利（法語：Brévilly）是法国香槟-阿登大区阿登省的一个市镇，属于色当区穆宗县。该市镇2009年时的人口为367人。

## 人口
布雷维利人口变化图示
| 数据来源：INSEE |